# Представитель Президента Украины
Учитывая, что Президент Украины является главой государства, возникает необходимость информирования этого органа и представления его интересов в различных органах и на предприятиях Украины. Такими субъектами являются Представители Президента Украины в Автономной Республике Крым, Конституционном Суде Украины, Верховной Раде Украины, Кабинете Министров Украины.

## Главы местных государственных администраций (1992-1997)
Согласно Закону «О Представителе Президента Украины», действовавшем с 5 марта 1992 г. до 12 июня 1997 г., Представителями Президента Украины назывались главы местных государственных администраций соответственно в области, городах Киеве, Севастополе, районе, районе городов Киева и Севастополя.

## Представительство Президента Украины в Автономной Республике Крым
Представительство Президента Украины в Автономной Республике Крым является государственным органом, созданным в соответствии с Конституцией Украины с целью содействия исполнению в Автономной Республике Крым полномочий, возложенных на Президента Украины. Представительство возглавляет Постоянный представитель Президента Украины в Автономной Республике Крым. Представительство создается Президентом Украины и непосредственно ему подчиняется. В своей деятельности представительство руководствуется Конституцией Украины, этим и другими законами Украины, указами и распоряжениями Президента Украины и актами Кабинета Министров Украины.
Постоянный представитель Президента Украины в Автономной Республике Крым осуществляет общее руководство деятельностью Представительства, несет персональную ответственность за выполнение возложенных на Представительство задач. Постоянный представитель назначается на должность и освобождается от должности Президентом Украины.
Представительство:
- изучает состояние исполнения в Автономной Республике Крым Конституции и законов Украины, указов и распоряжений Президента Украины, актов Кабинета Министров Украины.
- способствует соблюдению конституционных прав и свобод человека и гражданина и достижению межнационального согласия, социально-экономической и политической стабильности в Автономной Республике Крым.
- готовит и представляет на рассмотрение Президенту Украины аналитические материалы по вопросам развития социально-экономических и политических процессов в Автономной Республике Крым
- выполняет другие функции, предусмотренные законом.

## Представительство Президента Украины в Конституционном суде
Представитель Президента Украины в Конституционном Суде Украины — должностное лицо, уполномоченное Президентом представлять его в Конституционном Суде Украины.
Представитель:
- принимает участие в подготовке проектов конституционных представлений в Конституционный суд Украины и представляет их Президенту Украины.
- вносит по поручению Президента изменения или уточнения к конституционным представлениям внесенным в Конституционное, а также к представлениям, находящимся в конституционном производстве.
- информирует Президента Украины о ходе и результатах рассмотрения дел в Конституционном Суде.
- Представительство Президента Украины в Верховной Раде
- Представитель Президента Украины в Верховной Раде является лицом, которое уполномочивается Президентом Украины обеспечивать взаимодействие между Президентом Украины и Верховной Радой Украины. Представитель Президента Украины в своей деятельности руководствуется Конституцией Украины, законами Украины, актами Президента Украины, настоящим Положением, распоряжениями Главы Секретариата Президента Украины. Основной задачей представителя Президента Украины является обеспечение взаимодействия между Президентом Украины и Верховной Радой Украины.

Представитель Президента Украины в соответствии с возложенными на него задачами:
- принимает участие в установленном порядке в заседаниях Верховной Рады Украины, ее постоянных и временных комиссий, депутатских фракций, а также в других мероприятиях, осуществляемых Верховной Радой Украины, ее органами и должностными лицами;
- представляет на заседаниях Верховной Рады Украины, ее комитетов и временных комиссий проекты законов, предложения Президента Украины к законам, возвращенным главой государства для повторного рассмотрения, а также других документов, внесенных Президентом Украины;
- информирует Президента Украины о ходе и результатах рассмотрения в Верховной Раде Украины и его органах документов, внесенных Президентом Украины;
- осуществляет мониторинг проектов законов, постановлений Верховной Рады Украины, внесенных другими субъектами законодательной инициативы, принимает участие в осуществлении анализа таких проектов, в частности по вопросам, возникающим во взаимоотношениях Президента Украины с Верховной Радой Украины, и в случае необходимости вносит соответствующие предложения;
- выполняет другие поручения Президента Украины.

Представители:
- Мусияка Виктор Лаврентьевич (ноябрь 1995 - июнь 1996)
- Шаров Игорь Федорович (12 октября 1996 – 14 января 1997)
- Бессмертный Роман Петрович (сентябрь 1997 - апрель 2002)
- Соболев Сергей Владиславович (3 марта 2005 - 22 сентября 2005)
- Ключковский Юрий Богданович (ноябрь 2005 – ноябрь 2006)
- Зварыч Роман Михайлович (ноябрь 2006 - август 2007)
- Олейник Петр Михайлович (декабрь 2008 - январь 2009)
- Попов Игорь Владимирович (24 марта 2009-2010)
- Мирошниченко Юрий Романович (2010-2014)
- Князевич Руслан Петрович (17 июня 2014 - ?)
- Кубов Степан Иванович (2015-2016)
- Герасимов Артур Владимирович (30 мая 2016 - ?)
- Луценко Ирина Степановна (апрель 2017 - май 2019)
- Стефанчук Руслан Алексеевич (21 мая 2019 — 6 октября 2021 года[2])
- Вениславский Федор Владимирович (12 сентября 2022 года[3]  — 7 декабря 2023 года[4])
- Михайлюк Галина Олеговна (с 20 декабря 2023 года)[5]).

## Представительство Президента Украины в Кабинете Министров
Представитель Президента Украины в Кабинете Министров Украины представляет Президента Украины в отношениях с Кабинетом Министров Украины. Представитель Президента Украины назначается и увольняется Президентом Украины. Представителем Президента Украины является по должности один из заместителей Руководителя Офиса Президента Украины . Основными задачами Представителя Президента Украины является обеспечение постоянной связи между Президентом Украины и Кабинетом Министров Украины, решение вопросов, возникающих во взаимоотношениях Президента Украины и Кабинета Министров Украины. Организационное обеспечение деятельности Представителя Президента Украины осуществляет структурное подразделение Секретариата Президента Украины.
Представитель Президента Украины:
- принимает участие в заседаниях Кабинета Министров Украины с правом совещательного голоса, представляет на заседаниях Кабинета Министров Украины;
- принимает участие в разработке проектов законодательных актов, которые вносятся Президентом Украины или по его поручению Кабинетом Министров Украины в Верховную Раду Украины по деятельности Кабинета Министров Украины, центральных и местных органов исполнительной власти;
- осуществляет по поручению Президента Украины другие функции.